# Darfur-konflikten
Darfur-konflikten er en væbnet konflikt i Darfur-regionen i det vestlige Sudan.
- Den ene part er hovedsageligt medlemmer af Janjaweed, en militsgruppe rekrutteret fra lokale nomadefolk.
- Den anden part er oprørsgrupper med rod i flere af regionens fastboende folkeslag.

Mens den sudanske regering benægter, at den støtter Janjaweed, forsyner den militsen med både våben og bistand, og ifølge øjenvidneberetninger har sudanske regeringstropper deltaget i angreb sammen med janjaweed. Konflikten begyndte i februar 2003. Modsat tidligere borgerkrige i Sudan adskiller parterne i denne konflikt sig ifølge FN ikke særligt hinanden: De taler samme sprog (arabisk) og tilhører samme religion (islam).
Angrebene på civilbefolkningen i Darfur har medført en humanitær krise, og i september 2004 anslog Verdens Sundhedsorganisationen (WHO), at 50.000 var døde under konflikten, de fleste af sult. I oktober rapporterede WHO's ledelse, at tallet var 71.000 døde af sult og sygdomme.
Der er mange estimater af antallet af ofre. FN har beregnet, at op til 450.000 er døde enten af voldshandlinger, sygdom eller sult. De fleste NGO'er (ikke-statslige organisationer) anslår 200.000 til over 400.000.[kilde mangler] Sudans regering hævder, at dødstallet ligger på 9.000. Op til 2,5 millioner er fordrevet til oktober 2006.
 De fordrevne lever primært i flygtningelejre i nabolandet Tchad.
Vestlige medier har beskrevet konflikten som etnisk udrensning og folkedrab. Samtidigt beskyldes Sudans regering for siden 2004 bevidst at undertrykke al information om overgreb på menneskerettighederne ved fængslinger, drab på vidner og for bevidst at destruere beviser i form af massegrave. Sudans regering beskyldes ligeledes for at fordreje sandheden om begivenhederne ved fængslinger og at forhindre journalisters arbejde. FN har tøvet med at bruge betegnelsen "folkedrab", selv om det netop er hvad den amerikanske regering nu er begyndt at kalde konflikten. FN har anklaget Sudans regering for at have planlagt og selv taget del i overdrevne voldshandlinger i Darfur og henstillet til det internationale samfund at gribe ind for at beskytte civilbefolkningen.
Efter en optrapning af kampene i juli 2006 vedtog FN's sikkerhedsråd resolution 1706, der gav mandat til udstationeringen af 17.300 fredsbevarende tropper. De skulle forstærke de utilstrækkelige og dårligt udrustede 7.000 AMIS-soldater, udstationeret af AU (Afrikanske Union). Sudan modsatte sig på det kraftigste denne indblanding i konflikten og erklærede, at man fra sudansk side ville betragte alle FN-styrker, der blev indsat i Darfur, som en fjendtlig invasionsstyrke. Pga. Sudans modstand har det endnu ikke været muligt at indsætte den fredsbevarende styrke. Dagen efter vedtagelsen af resolutionen iværksatte Sudans militær en større offensiv i regionen. Samtidigt begyndte kampene at sprede sig til nabolandene (se: Centralafrikanske krig). I juli 2007 vedtog sikkerhedsrådet resolution 1769, der gav mandat til en fælles FN/AU fredsbevarende styrke (UNAMID).

## Konfliktens oprindelse
Konflikten opstod mellem to distinkte grupper i darfurregionens befolkning: de ikke-arabiske folkeslag fur, masalitt- og zaghwa-folkene og arabisktalende stammer, der kaldes baggara, og som slog sig ned i regionen som nybyggere fra begyndelsen af det 13. århundrede. Begge befolkningsgrupper er muslimer, men forholdet mellem dem har altid været spændt. Det førkoloniale Fur-kongedømme var regelmæssigt i krig med Baggaraerne, og især med Rizeigat. Desuden var Darfur før det 20. århundrede centrum for slavehandel, og fur og arabiske slavehandlere konkurrerede om at tage flest slaver til fange i Bahr el Ghazal-regionerne langs kysten. De to befolkningsgrupper har også modsatrettede økonomiske behov; fur og masalit er primært jordbrugere, mens araberne og zaghawa er nomader. Det har også ført til sammenstød om rettigheder til land og adgang til vand.
Efter Sudans uafhængighed i 1956 har landet været styret af en række militærdiktaturer, og de antog fra begyndelsen et stærkt arabisk præg; den 1. sudanske borgerkrig mellem de muslimske magthavere i Khartoum og de ikke-muslimske befolkningsgrupper i Sydsudan var begyndt i 1955. Den blev imidlertid afsluttet i 1972. I 1983 udbrød den 2. sudanske borgerkrig pga. utilfredshed i syd over indførslen af sharialovgivning i hele Sudan. Denne konflikt endte med en fredskonference i 2005, hvor parterne blev enige om en fordeling af statens indtægter fra især olie mellem regeringen og oprørsgrupperne i syd. I Østsudan udbrød der i 1990'erne en væbnet opstand, som truede de vigtige olierørledninger dér. Den konflikt blev afsluttet i 2006.
Kombinationen af årtiers tørke, ørkendannelse og overbefolkning har ført til øgede spænding mellem de baggara-nomader, der har søgt efter vand til deres dyr, og de fastboende ikke-arabere. Majoriteten af flygtningene er ikke-arabiske afrikanere på flugt fra angribere fra Janjaweed-militsen, men der er også arabiske ofre for overgreb begået af ikke-arabere. I vestlige medier er konflikten ofte fremstillet som noget, der ligner et raceopgør mellem sorte afrikanere og arabere, men det har mødt modstand fra flere; konflikten skal ifølge flere eksperter snarere forstås som en konkurrencesituation, hvor agerbrugere og kvægnomader kæmper om adgang til knappe ressourcer.[kilde mangler]
I begyndelsen af 2003 anklagede to lokale oprørsgrupper i Darfur, Justice and Equality Movement (JEM) og Sudan Liberation Movement/Army (SLM/A), regeringen for undertrykkelse af ikke-arabere. SLM bliver generelt knyttet til fur og masalit, mens JEM er knyttet til zaghawa, som holder til i den nordlige halvdel af Darfur. I marts 2004 blev Hassan al-Turabi fængslet for planlægning af kup og tilknytning til JEM, som han selv har benægtet al støtte til. Regeringen gav Al-Turabi skylden for, at "situationen er blevet tilspidset", 3. december 2004 frafaldt den dog alle anklager mod ham.

### FN's første reaktioner
I marts 2004 kaldte Mukesh Kapila (FN's humanitære koordinator for Sudan) Darfur-konflikten for "verdens værste igangværende humanitære krise". Det medførte en øget mediedækning af konflikten i vesten, men ingen indgreb fra FN's side, sandsynligvis fordi nøglemedlemmerne af FN's sikkerhedsråd bevidst indtog pragmatiske og ideologisk tilbageholdne positioner og derved svækkede FN's evne til at reagere på konflikten. Fx fokuserede den russiske regering på sine egne sikkerhedsproblemer, mens USA allerede havde store troppekoncentrationer i Irak og Afghanistan, og derfor ville modsætte sig en intervention.[kilde mangler] Samtidig var USA's regering involveret i den fredsproces, der skulle afslutte den 2. sudanesiske borgerkrig i den sydlige del af landet, og man frygtede her at den ville løbe af sporet, hvis USA også tog del i Sudans anden konflikt.[kilde mangler]
De øvrige lande i Sikkerhedsrådet modsatte sig på samme måde en intervention i et land, hvor ingen havde nationale interesser. Frankrig og USA havde tidligere oplevet demoraliserende nederlag efter indgreb i interne konflikter i lande som Vietnam og Somalia. De nylige mislykkede fredsbevarende indgreb i kriserne i Rwanda og Liberia blev også brugt som argument mod en involvering i endnu en afrikansk konflikt.[kilde mangler]

## Konfliktens forløb

### Første fase
Den væbnede konflikt i Darfur begyndte i februar 2003, da oprørere fra JEM og SLM indledte pludselige angreb på regeringsstyrker og –installationer, bl.a. flyvepladsen i provinshovedstaden i Norddarfur (al-Fashir). Regeringen som blev taget på sengen og havde kun få tropper i regionen. Da andelen af soldater med oprindelse i Darfur var høj i Sudans hær, havde man i centralregeringen mistillid til mange af sine egne afdelinger. Regeringens reaktion var derfor at iværksætte en bombekampagne som støtte for angreb på civilbefolkningen af lokale arabiske janjaweedmilitser, som blev rekrutteret blandt arabisktalende stammer men bevæbnet af regeringen (Sudans regering benægtede imidlertid alle forbindelser til Janjaweed-militsen og kaldte dem i stedet ”tyve og gangstere” .) Grundlaget for konflikten var politiske stridigheder basis, men den fik hurtigt en etnisk dimension, da civilbefolkningen bevidst blev gjort til mål for angreb, og at de blev foretaget på grundlag af etniske tilhørsforhold. Den økonomiske dimension, kampen om regionens ressourcer, knyttes også gerne til konkurrencen mellem hyrdebefolkningen (almindeligvis arabere) og fastboende bønder (almindeligvis ikke-arabisk talende) om adgangen til land og vand.
Grupper på begge sider af konflikten er anklaget for alvorlige brud på menneskerettighederne, herunder massedrab, plyndring og voldtægter af civilbefolkningen. De bedre bevæbnede janjaweed fik hurtigt overtaget, og i foråret 2004 var flere tusind mennesker (mest fra den ikke-arabiske befolkningen) blevet dræbt og omkring en million blevet fordrevet fra deres hjem; det betød at hele regionen blev involveret i en stor humanitær krise. Den fik en international dimension, da over 100.000 flygtninge, forfulgt af janjaweed, strømmede ind i nabolandet Tchad. Regeringstyrker fra Tchad stødte i flere tilfælde sammen med janjaweed; i april døde mere end 70 militsfolk og 10 soldater fra Tchad i de kampe.
Et observatørteam fra FN rapporterede, at kun ikke-arabiske landsbyer blev udsat for angreb, mens de arabiske landsbyer forblev urørt:
De 34 Fur-landsbyer i Shattaya (administrativ enhed) er blevet fuldstændigt affolkede, plyndret og brændt ned til grunden (teamet observerede det samme flere andre steder da de kørte gennem området i to dage). Ind imellem, spredt langs disse forkullede pladser, fandtes der uskadte, befolkede og fungerende arabiske bosættelser. På nogle pladser er afstanden mellem en ødelagt Fur-landsby og en arabisk landsby mindre end 500 meter. (Rapport fra FN, 25. april 2004)
I 2004 forsøgte Tchad at mægle mellem parterne i N'Djamena. Det førte til aftale om en humanitær våbenhvile 8. april mellem Sudans regering og JEM- og SLM-militserne. En gruppe brød ud fra JEM i april (Nationalbevægelsen for Reform og Udvikling), og deltog derfor hverken i denne forhandling eller anerkendte den efterfølgende aftale. Angreb fra Janjaweed og oprørere fortsatte efter våbenhvilen. Den Afrikanske Union (AU) oprettede en kommission (CFC) der skulle overvåge efterlevelsen af våbenhvilen fra 8. april. Styrken er på i alt 7.000 mand, men det har vist sig at være utilstrækkelig til at kunne gennemføre en effektiv overvågning.
Krisens størrelse førte til advarsler om en umiddelbart forestående katastrofe og advarsler fra bl.a. FNs generalsekretær Kofi Annan om, at faren for folkedrab var skræmmende i Darfur. Janjaweedkampagnen førte også til sammenligninger med folkedrabet i Rwanda, en parallel som hidsigt blev benægtet af den sudanske regering i Khartoum. Uafhængige observatører har bemærket, at taktikken som inkluderer amputering af legemsdele og drab på ikke-kombattanter, herunder børn og spædbørn minder om den form for etnisk udrensning, som fandt sted i krigene i det tidligere Jugoslavien. Samtidig lød der advarsler om at de dårlige forbindelseslinjer til regionen betød at hundredtusinder effektivt var afskåret fra nødhjælp. Den Internationale krisegruppe (International Crisis Group, ICG) i Bruxelles har rapporterede at over 350 000 mennesker potentielt kunne omkomme pga. sult og sygdom forårsaget af konflikten. 

### Senere faser
Som konsekvens af kampene mellem oprørsgrupperne og regeringsstyrkerne og allierede janjaweed militsfolk forøgedes spændingerne i grænselandet til Tchad, og den ulmende borgerkrig i Tchads østlige regioner brød atter ud i åbne kampe i 2005 og 2006, sandsynligvis pga. Sudansk støtte til oprørsbevægelserne der. Urolighederne i grænseområderne har tilmed medført en spredning af konflikten til den Centralafrikanske Republik, og i december 2005 erklærede Tchads regering at landet befandt sig i en krigslignende tilstand med Sudan, og at de ville støtte den Centralafrikanske republik med soldater mod angreb fra Sudan. Mellem de forskellige oprørsbevægelser har der også forekommet kampe.
I maj 2006 blev der i Abuja indgået en fredsaftale mellem regeringen og en af oprørsfraktionerne SLA/MM. Men i efteråret 2006 optrappedes urolighederne endnu engang, nu mellem regeringssiden og de oprørsgrupper, der går under betegnelsen NFR og som ikke underskrev aftalen. FN vedtog i august 2006 en resolution om at der skulle indsættes en FN-styrke i Darfur, som skulle udvide den allerede indsatte styrke på 7.000 mand under AU’s kontrol. Resolutionen krævede dog godkendelse fra Sudans regerings, før den kunne iværksættes. Det blev udnyttet af Sudan i efteråret 2006 og foråret 2007 til at trække processen i langdrag, da den sudanske regering ved flere lejligheder at fremsætte meget forskellige bud, hvordan en FN-styrke kunne sammensættes, før man ville godkende den.
I juli og august 2006 blussede kampene op igen, og flere angreb på nødhjælpsarbejdere var nu en alvorlig trussel mod den største nødhjælpsoperation i verden, da de internationale nødhjælpsorganisationer begyndte at overveje om deres personel skulle trækkes ud af sikkerhedsgrunde.
November 2007 meddeler talsmænd for ni oprørsgrupper, at de har indgået en samarbejdsaftale, at de vil kæmpe sammen under navnet SLM/A.

### Fredsprocessen
I juni 2007 virkede det dog som om, at der skete et gennembrud formentlig som resultat af et øget amerikansk pres for at indføre sanktioner mod Sudan. USA var også et stærk kritiker af Kinas engagement i Sudan og ønskede at isolere landet.
Fra 3. august til 5. august 2007 blev der afholdt en konference i Arusha, Tanzania, med det formål at forene de forskellige oprørsgrupper, for samlet at stå stærkere før en eventuel fredshandling med centralregeringen. Størstedelen af oprørslederne mødte op; den mest prominente leder som ikke deltog var Abdul Wahid al Nur, lederen af udbrydergruppen SLA/M. Denne gruppe er ikke stor, men han regnes som repræsentant for store dele af de fordrevne furer, og hans fravær kan skade fredsforhandlingerne. Gruppen SLM Unity afstod også fra deltagelse, da Sudans regering truede med arrestation af dens leder Suleiman Jamous, hvis han tog med.
Fra international side er det sagt, at den vigtigste forhindring for at der kan skabes fred i Darfur, er den manglende enighed mellem grupperne, og at der i Darfur her ikke er en ’’John Garang’’, den ubestridte sydsudanske leder af forhandlingerne mellem de forskellige oprørsgrupper i Sydsudan og centralregeringen. Han blev udnævnt til Sudans vicepræsident, men døde kort efter i helikopterulykke. Garang blev anset for at være vigtig for fredsforhandlinger i Darfur, men de langsigtede virkninger af hans død er fortsat uklare, og på trods af forbedringer i sikkerhedssituationen, har forhandlingerne mellem de forskellige oprørsgrupper gået trægt uden udsigt til en fredsaftale. Formålet med konferencen var derfor at skabe samling mellem de forskellige grupper, og den bestod af en række møder bag lukket dør med deltagelse af både FN/AU-repræsentanter og oprørsledere. Resultatet blev en aftale om fælles krav ved en fredsforhandling, herhunder fordeling af magt, land og ressourcer, sikkerhed og humanitære tiltag.
Ud over spørgsmålet om en fredsaftale mellem Sudans centralregering og Darfurs oprørsgrupper bliver problemet med at stoppe kampene mellem de forskellige militsgrupper mindst lige så vigtigt. Et led i den fredsproces, som FN har igangsat i 2007 bliver derfor særskilte forhandlinger med de oprørsgrupper, hvis antal er vokset stærkt i løbet af konflikten. FN's særlige udsending til Sudan bliver svenskeren Jan Eliasson.
En ny fredskonference begyndte 27. oktober 2007 i Sirte i Libyen, med Libyens regering som vært og med deltagelse af Sudans regering, flere af Darfurs oprørsgrupper, FN, EU, USA, Kina og Rusland. På forhånd havde arrangørerne håbet at repræsentanterne fra alle betydende parter i konflikten ville deltage, men kun en mindre del af de forskellige oprørsfraktioner mødte op da konferencen begyndte. Blandt andet dukkede Abdel Wahid al-Nur og Khalil Ibrahim ikke op, to af væsentligste oprørs ledere. En rådgiver for EU’s delegation ved konferencen, Umberto Tavolato, betegner netop manglen på en samlende lederfigur for oprøret mod Sudans centralregering som en vigtig grund til at konflikten stadig er uløst. Den manglende opbakning fra de stærkeste oprørsgrupper betyder at bl.a. repræsentanter fra FN frygter fredsforhandlingerne igen vil gå i stå; FN har derfor besluttet at sende diplomater til Darfur for at overtale flere oprørsledere til at igen deltage i fredsprocessen.
Et af de centrale emner for konferencen i Sirte var indsættelsen af en FN-ledet fredstyrke i Darfur. Chefen for FN’s fredsbevarende styrker, Jean-Marie Guehenno advarede derfor 15. november om at; hvis der ikke kan skabes enighed med Sudan om sammensætningen af en fredsstyrke kan hele den planlagte fredsmission ryge i vasken. Sudans præsident vil på sin side ikke acceptere tilstedeværelsen af tropper fra vestlige lande i Sudan, de da ifølge ham er skyldige i blasfemi mod profeten Muhammed.

### Kampe mellem arabiske stammer
I slutningen af 2006 dannede arabisk-talende stammer deres egen oprørsgruppe i Darfur, The Popular Forces Troops, og i december hævdede gruppen, at de havde slået et angreb fra Sudans militær tilbage. Gruppen betegner janjaweed som lejesoldater, der på ingen måde repræsenterer Darfurs arabiske befolkning, og siden 2003 har adskillige arabiske grupper udtrykt deres modstand mod regeringens fremfærd i Darfur. Flere af disse grupper har indgået aftaler med de ikke-arabiske oprørsbevægelser.
I månederne før Arushakonferencen i begyndelsen af august splittedes alliancen mellem de arabisk-talende stammer i Darfur, og især mellem Terjem og Mahriastammerne udbrød der igen kampe over kontrollen med den strategisk vigtige Bulbulfloddal. Medlemmer af disse stammer har tidligere udgjort kernen i janjaweedmilitsen, og har derfor modtaget store mængder våben. FN repræsentanter beskriver årsagen til denne splittelse som uenighed om fordelingen af erobret land og simpel kriminalitet, begået af militsgrupper der udviklet sig at blive røverbander. Splittelsen i den arabiske befolkning har været stammebaseret, fx er der opstået spændinger mellem de fastboende terjem og de nomadiske mahriafolk, da terjem beskyldte mahria for at have kidnappet en dreng. Mahria beskyldte på deres side terjem for at stjæle deres kvæg. I december 2006 udbrød der kampe mellem de to stammer, da mahria førte deres kamelhjorde gennem terjem-territorium ved Bulbulfloden.
I september 2007 er kampene mellem de arabiske grupper atter blusset op, efter at det blev klart, at FN og AU sammen vil indsætte en fredsbevarende styrke, UNAMID. De arabiske stammer forsøger derfor at tage kontrollen over så meget land som muligt og plyndre nødhjælpsorganisationer og nabostammer mest muligt, før den internationale styrke bliver indsat i løbet af efteråret 2007. Disse kampe er i øjeblikket de mest blodige i Darfur, og har medført at også mange personer som tilhører de arabiske befolkningsgrupper er drevet på flugt, antallet af dødsofre er dog langt lavere end som følge af kampene i 2003 og 2004. Denne udvikling har forstærket indtrykket af at baggrunden for hele konflikten har fordelingen af regionens ressourcer og ikke etniske modsætninger.

## Konsekvenser
Som en konsekvens af konflikten har mere end 200.000 mistet livet, og det tal er sandsynligvis højere, måske mellem 300.000 og 400.000. Samtidig lever mindst 2 millioner mennesker som flygtninge enten som internt fordrevne i Sudan eller i flygtningelejre i nabolandet Tchad. Desuden er flere hjælpeorganisationer blevet udsat for angreb og hjælpearbejdere er blevet dræbt; størstedelen af hjælpeorganisationerne har derfor helt forladt området eller stoppet deres arbejde der. Dette har bidraget til at den humanitære katastrofe, som krigen er skyld, er blevet yderligere forværret, når nødhjælpen ikke kan nå frem til de mange flygtninge. Flygtningelejrene kan i sig selv også bidrage til en forværring af konflikten, da de pga. den desperate situation der, let kan medføre en radikalisering af de etniske grupper, der lever sammen i lejrene, og at risikoen for nye voldshandlinger dermed er stærkt forøget.
Med hensyn til regeringens andel af konflikten er det usikkert om hvilke handlinger, der faktisk udføres af regulære regeringsstyrker, og hvilke den regeringsstøttede Janjawidmilist udfører. Den er dog med relativ stor sikkerhed ansvarlig for overgreb og drab på uskyldige og civile, samt for at have fordrevet og plyndret befolkningen i hele byer. Den dominerede oprørsgruppe Sudan Liberation Army (SLA) har dog også gjort sig skyldig i krigsforbrydelser. Janjaweeds plyndringstogter er sandsynligvis blevet gennemført ved at regeringsstyrker først har gennemført togter med Antonov-bombefly, og at Janjaweedsoldater derefter rykkede ind og begyndte at nedbrænde huse og myrde eller fordrive indbyggerne.
Janjaweed beskyldes også for systematiske overgreb på civilbefolkningen i form af voldtægter af kvinderne både i de byer, som angribes, og i flygtningelejrene. De finder ofte sted i forbindelse med at kvinderne går uden for lejrene for at samle brænde. I interviews med familier i flygtningelejrene er det kommet frem, at årsagen til at kvinderne bliver sendt ud, er, at man frygter, at mændene ville blive dræbt, hvis de forlod lejren. En kommentar var: "kvinderne bliver bare voldtaget."
FN har udfærdiget sanktioner mod flere, som kan stilles til ansvar for krigsforbrydelse, men pga. frem for alt Kinas og Ruslands modstand, er det siden anden halvår af 2006 ikke lykkedes at få gennemført flere sanktioner. Den Internationale Straffedomstol begyndte i slutningen af 2005 på en udredning, som i februar 2007 førte tll at et antal individer kunne udpeges som hovedmistænkte for krigsforbrydelser i forbindelse med konflikten i Darfur.

### Antallet af dødsofre
Det har været svært at beregne det nøjagtige antal af dræbte i konflikten, bl.a. fordi Sudans regering i høj grad har forsøgt at modarbejde journalisters arbejde i området.
I september 2004 anslog WHO at 50.000 var døde i Darfur siden konfliktens begyndelse som resultat af sult og sygdomme relateret til underernæring. En måned senere offentliggjorde WHO et opdateret estimat, som viste at 70.000 var døde af sygdom og sult mellem marts og oktober 2004. Disse opgørelser blev efterfølgende kritiseret, fordi de ikke medregnede ofre for voldshandlinger. I en senere britisk regeringsrapport er det blevet anslået at konflikten har kostet over 300.000 livet.
I marts 2005 advarede Jan Egeland, FN’s generalsekretær for humanitære affærer og nødhjælpskoordinator, om at op til 10.000 mennesker døde hver måned som følge af "vold mellem etniske grupper". I april 2005 offentliggjorde the Coalition for International Justice den hidtil omfattede statistiske undersøgelse, og i den blev dødstallet anslået til over 400.000 siden konfliktens begyndelse; dette tal bruges i øjeblikket af de fleste nødhjælpsorganisationer og menneskerettighedsgrupper. I samme periode er omkring 2 millioner mennesker blevet fordrevet fra deres hjem, de fleste er søgt mod de større byer i Darfur, men 200.000 er flygtet til nabolandet Tchad. Ifølge libyske kilder opholder omkring 750.000 fra Darfur sig i Libyen, primært som gæstearbejdere.
April 2006 fremlagde dr. Eric Reeves "omfattende data, der tyder på at den totale dødelighed i Darfur under de foregående tre års krigstilstand overstiger 450.000. Dette tal er dog ikke blevet bekræftet af uafhængige kilder. I september 2006 viste FN’s egen opgørelse, at 400.000 var døde og at omkring 2 millioner levede som flygtninge. Dette tal er tilsyneladende i øjeblikket FN’s officielle estimat.
Sudan har kategorisk afvist alle beskyldninger om folkedrab og fastholder, at antallet af døde i konflikten totalt er på ca. 9.000.

### Seksuelle overgreb
I august 2006 rapporterede International Rescue Committee, at hundreder af kvinder var overfaldet og voldtaget ved Kalma flygtningelejren de foregående uger. Janjaweed har tilsyneladende i vid udstrækning brugt seksuelle overgreb som våben, da kvinder, som har været udsat for voldtægt, i regionen normalt betragtes som urene og derfor ofte fordrives fra deres hjem. Overgrebene har endda fundet sted på offentlige steder, for på den måde at øge ydmygelsen for kvinderne og deres familier. Et våben, som arabere i Nordafrika i øvrigt har anvendt i flere hundrede år for at undertrykke andre etniske og religiøse grupper.[kilde mangler] Pga. de sociale konsekvenser ved voldtægt er kvinderne tilbøjelige til at skjule overgreb, og antallet af seksuelle overfald kan derfor være langt højere end de tal, som hidtil er blevet offentliggjort.

## Internationale reaktioner
Den internationale opmærksomhed om konflikten i Darfur begyndte efter offentliggørelsen af rapporter fra Amnesty International i juli 2003 og International Crisis Group i december 2003. Den mere intense mediedækning kom dog først efter at FN’s humanitære koordinator for Sudan, Mukesh Kapila, i marts 2004 kaldte situationen for den ’’værste humanitære krise i verden’’ Krav om en humanitær intervention i Darfur har siden været fremlagt fra forskellige sider i mange lande. men Gérard Prunier, en specialist i afrikanske konflikter, har påpeget at størsteparten af verdens stormagter hidtil har begrænset sig til at udtrykke bekymring for situationens udvikling og til at kræve handling fra FN’s side. FN har dog hidtil manglet både finansiel og militær støtte fra verdens rige lande, og derfor har det været overladt til medlemmerne af den Afrikanske Union at udstationere en symbolsk fredbevarende styrke, der end ikke fik et mandat, som gjorde det muligt at beskytte civilbefolkningen. Af mangel på politisk vilje i det internationale samfund til at tage fat på de reelle politiske og økonomiske forhold, der ligger til grund for konflikten, er konflikten blevet defineret indenfor rammerne af humanitære katastrofer og diskussionen har været fokuseret på om der foregik et ’’folkedrab’’ eller ej.

### Anklager om folkedrab
Fra mange sider er Sudans regering blevet anklaget for at støtte et folkedrab på Darfurs ikke-arabisktalende befolkning, men en FN-rapport, offentliggjort 31. januar 2005, konkluderede at, selvom der har forekommet massemord og voldtægter, så kan konflikten ikke betegnes som "folkedrab", da intentionerne om noget sådant ikke er tilstede hos nogen af parterne.
Ikke desto mindre har der især fra amerikansk side været fremført krav om aktiv indgriben i konflikten, så det formodede folkedrab kunne standses. I 2006 vedtog kongressen i USA en lov (Darfur Peace and Accountability Act), som pålagde regeringen at påtage en mere aktiv rolle for at stoppe folkedrabet, gerne i samarbejde med NATO-partnerne. Loven var også en støtte til oprettelsen af en FN-styrke i Darfur. ,

### Kritik af de internationale reaktioner
i oktober 2006 offentliggjorde Minority Rights Group (MRG) en kritisk rapport, som påpegede at både FN og stormagterne kunne have forhindret en eskalering af krisen i Darfur, hvis viljen havde været der, og at det internationale samfund tydeligvis intet havde lært af folkedrabet i Rwanda. MRG’s direktør, Mark Lattimer, udtalte at omfanget af drab, voldtægt og fordrivelser kunne forudsiges, og at situationen i Darfur ikke ville have udviklet sig som den gjorde, hvis FN-systemet havde handlet hurtigere. Ligeledes i oktober sendte 120 overlevende fra folkedrabene i Tyskland, Cambodja og Rwanda, med støtte fra seks organisationer, et åbent brev til EU med en appel om at gøre mere for at stoppe overgrebene ved at indsætte en FN-styrke.

### Kritik af Kinas rolle
I maj 2007 beskyldte Amnesty International i en rapport Kina og Rusland for brud på den internationale våbenembargo af de stridende parter i Sudan. Ifølge denne rapport skulle Sudans regering være blevet forsynet med våben, ammunition og relateret udstyr af repræsentanter fra de to lande. Udstyret blev leveret både til hæren og til janjaweed. Bevismaterialet udgøres bl.a. af fotografier taget i marts 2007 af bl.a. kinesiskproducerede Fanfan kampfly ved Nyala og af et ukrainskproduceret Antonov An-26. I rapporten indgik desuden øjenvidne beretninger, der viste at Sudans luftvåben havde brugt disse fly til omfattede bombetogter mod landsbyer i Darfur og det østlige Tchad. Andre fotografier viste en russisk produceret Mi-24 kamphelikopter også ved Nyala, og Sudans militær har i årevis benyttet den helikoptertype på operationer i samarbejde med janjaweed på landsbyer i Darfur. Rapporten viste også at militærfly og helikoptere var blevet kamufleret ved at være malet hvide, i et forsøg på at sløre at de blev brugt i kamp. Et hvidmalet Antonovfly blev ifølge øjenvidne brugt i forbindelse med bombemissioner.
Både Kina og Rusland har nægtet, at de har brudt FN-sanktionerne mod Sudan, men Kinas regering har opbygget tætte relationer til Sudans regering og øget det militære samarbejde fra begyndelsen af 2007. Det væsentligste grund til det tætte forhold mellem landene er Sudans oliereserver, og Kina betragter adgangen til den olie som en strategisk nødvendighed. Kina har derfor foretaget flere inversteringer direkte i Sudans olieindustri, det statsejede olieselskab CNPC kontrollerer fx mellem 60 og 70% af Sudans totale olieproduktion og 40% af Sudans nationale olieselskab, Greater Nile Petroleum Operating Company.
Menneskerettighedsgrupper og modstandere af Sudans regering har beskrevet Kinas involvering i Sudan, gennem salg af våben og militærfly, som et kynisk forsøg på at sikre olie og gasforsyninger på en måde, som ligner de gamle kolonimagters udnyttelse af Afrikas ressourcer. Political China has offered Sudan support threatening to use its veto on the U.N. Security Council to protect Khartoum from sanctions and has been able to water down every resolution on Darfur in order to protect its interests in Sudan. Det amerikansk finansierede Civilian Protection Monitoring Team, som undersøger overgreb i Sydsudan, har bl.a. påvist at Sudans regering brugte store militære ressourcer på at beskytte olieproduktionen, og at civile i flere tilfælde blev dræbt for at skabe sikkerhedszoner omkring oliefelterne. Og Sarah Wykes, en ledende NGO, har påpeget at "Sudan har købt våben for omkring $100m fra Kina og har derefter brugt dem mod civile i Darfur." Andre organisationer har udtrykt bekymringer for at kinesiske olie og tømmerfirmaer gennem ødelæggelser af det lokal miljø begrænser lokalbefolkningens muligheder for overlevelse. Anklagerne mod Kinas engagement i Sudan fik bl.a. den franske præsidentkandidat François Bayrou til at foreslå et øget pres på Kina, herunder en eventuel boykot af de olympiske lege i Beijing. Samtidig har Kina konstant søgt at modarbejde alle forsøg på økonomisk og ikke-militær boykot af Sudan.
Fornylig har en analyse fra Small Arms Survey dog vist at Kina måske er ved at skifte kurs i forholdet til Sudan pga. det internationale pres på samarbejdet.

### Kritik fra muslimske lande
I den arabiske og muslimske verden har den måde, hvorpå konflikten har været behandlet i medierne, været genstand for skarp kritik. Den er bl.a. beskyldt for at være overdreven. I den arabiske presse er det blevet forklaret med, at den Israel-venlige lobby bruger Darfur-konflikten til at aflede verdens opmærksomhed fra de forbrydelser der bliver begået i Palæstina og Irak. En anden beskyldning er at den vestlige opmærksomhed på Darfur skal dække over Vestens planer om opnåelse af hegemoni over den arabiske verden. I de arabiske medier anses situationen i Darfur generelt som meget alvorlig, men ikke som et folkedrab; konflikten beskrives som krig mellem Sudans regering og forskellige oprørsgrupper, og retten til at dræbe civile og begå voldtægter er i den arabiske forståelse en del af krigsførelsen, som samtidig blandes sammen med en religiøs krig for opnåelse af et muslimsk verdensherredømme. Man skal dog være opmærksom på, at der også i mere moderate dele af den muslimske verden har været mere nuancerede beretninger om konflikten.

## Konflikten i international kunst
I 2010 skabte kunstneren Nadia Plesner sit opsigtsvækkende maleri Darfurnica. Maleriet blev et symbol på forbrydelserne i regionen og omverdenens ligegyldighed. Centralt for maleriet er en lille sulten afrikansk dreng med en moderigtig håndtaske.
Kunstneren blev sagsøgt af den internationale modegigant Louis Vuitton, der mente, at loven om logoprodukter var overtrådt. Maleriet og retssagen betød, at der blev skabt fornyet interesse for Darfur-konflikten.